# Dangerous Materials Registry Information System
Dangerous Materials Registry Information System (Akronym DaMaRIS) ist eine internet- oder intranetbasierte Datenbanksoftware für Gefahrenstoffe, auf deren Basis an vielen deutschen Universitäten, Krankenhäusern und auch der chemischen Industrie ein zentrales Gefahrenstoff-Kataster aufgebaut ist. DaMaRIS enthält derzeit circa 67.700 Datensätze in der Sorbe-Datenbank.
DaMaRIS ermöglicht auch die Erstellung stoffbezogener Betriebsanweisungen, den Etikettendruck und auch das Eintragen selbst definierter Stoffe ist möglich. Das Hochladen von Sicherheitsdatenblättern ist auch optional.
Die Pflicht, ein Verzeichnis aller im Betrieb verwendeten Gefahrenstoffe anzulegen, ergibt sich § 7 Abs. 8 Satz 1 der Gefahrstoffverordnung (GefStoffV).